# برنگ بزرگ
برنگ بزرگ، روستایی است از توابع بخش سعدآباد در شهرستان دشتستان استان بوشهر ایران.
برنگ در شمالی ترین نقطه بخش سعدآباد شهرستان دشتستان در کوههای غربی شهر خشت قرار دارد و نزدیک به منطقه ماهور میلاتی هست ودر نزدیکی رودخانه شاپور قرار دارد که محل سکونت و کوچ تابستانه دامداران روستاهای جره، وحدتیه می باشد.
این منطقه از گذشته‌های دور علاوه بر دامداران منطقه محل قشلاق عشایر در فصل های پاییز وزمستان بوده است. 
این منطقه بخاطر وجود کوهها در اطرافش و رودخانه شاپور دارای آب و هوای خنک درفصل تابستان می باشد که پوشیده از گیاهان ودرختان وحشی مانند اهلوک، بادام وحشی، انجیر، بنک، کُلخنگ، کُنار و... است ویک مراتع غنی ومناسب جهت پرورش دام مانند گاو، گوسفند، بز می باشد.
- محمدکریم بارگاهی، روستای پلنگی*

## جمعیت
این روستا در دهستان وحدتیه قرار داشته و براساس سرشماری سال ۱۳۸۵ جمعیت آن ۷۸نفر (۱۳خانوار) می‌باشد.